# Survivor (együttes)
A Survivor 1978-ban Jim Peterik által alapított amerikai hard rock együttes. Legismertebb számuk a Rocky III című film főcímdala, az Eye of the Tiger.

## Története
Jim Peterik 1976-ban kiadott lemezén, a Don't Fight the Feeling-en található "survivor" (túlélő) szó gyakorlatilag az együttes megszületését jelölte. Peterik, Keith Johnson és Smith épp Bill Chase együttesével, a Chase-zel utaztak egy repülőgépen turnézni. A repülőgép azonban balesetet szenvedett, lezuhant, megölve ezzel Chase-et és az együttes nagy részét.
Az igazi Survivor 1978-ban alakult, mikor Peterik kikerült a kórházból. A zenekar viszont akkor lett igazán híres, amikor Sylvester Stallone felkérte őket, hogy játsszák el a Rocky III főcímdalát, 1982-ben. Ez lett a híres "Eye of the Tiger" című dal. A Rocky IV-ben a "Burning Heart" című szerzeményük hallható. Jimi Jamison 63 éves korában elhunyt. 2019-ben Stephan Ellis basszusgitáros is elhunyt, 69 éves korában.

## Tagok
Jelenlegi tagok
Frankie Sullivan, Billy Ozzello, Walter Tolentino, Ryan Sullivan és Cameron Barton. 
Korábbi tagok
Jim Peterik, Dave Bickler, Dennis Keith Johnson, Gary Smith, Marc Droubay, Stephan Ellis, Jimi Jamison, Bill Syniar, Kyle Woodring, Klem Hayes, Randy Riley, Chris Grove, Gordon Patriarca, Barry Dunaway, Robin Mcauley, Michael Young, Mitchell Sigman és Russell Carson.

## Diszkográfia
- Survivor (1980)
- Premonition (1981)
- Eye of the Tiger (1982)
- Caught in the Game (1983)
- Vital Signs (1984)
- When Seconds Count (1986)
- Too Hot to Sleep (1986)
- Reach (2006)